# Anusvara
Anusvara  (devanāgarī: अनुस्वारः, AITS anūsvāraḥ) es en la gramática del sánscrito un fonema y diacrítico que indica una nasalización que en el mismo alfabeto devanāgarī es indicado por un punto llamado bindu que se sitúa encima de una letra o, si no, de una sílaba.

## Uso
Sin embargo según el dialecto o la lengua en que es utilizado o la localidad en que se habla su pronunciación puede variar mucho.

### Devanagari
En el alfabeto devanāgarī la anusvāra está representado mediante el punto sobreescrito (ं, llamado en sánscrito bindu) sobre la letra (ej. मं). En el IAST, el símbolo correspondiente a una "m" con anusvāra tiene un punto subescrito: ṃ. Aunque algunas transcripciones de variantes fonéticas usadas en algunos védicos shakhas poseén la variante en transcripción con un punto sobre la letra i.e.: (ṁ).
En sánscrito
En el sánscrito vedico, la anusvāra (que significa literalmente: "tras el sonido") es en realidad un sonido que se representa como un alófono de /m/ (haciendo referencia a un morfema en los extremas de una palabra) o /n/ (en el interior de la palabra), si es precedido de una vocal y proseguido por una consonante fricativa (/ś/, /ṣ/, /s/ o /h/).
En hindi
En el idioma hindi estándar, la anusvāra es tradicionalmente definida como la representación de una consonante nasal homorgánica a una consonante oclusiva, en oposición al chandrabindu (anunāsika), que indica la nasalización de una vocal.

### Otros alfabetos
La anusvāra es utilizada también por algunos alfabetos derivados de las escrituras brāhmī.
En bengalí ===
En el alfabeto bengalí el signo diacrítico de la anusvāra (llamada en bengalí: অনুস্বার onushshar) es representado al costado de la letra nasalizada mediante un pequeño círculo superior con una línea sesgada declinante inferior (ং) y se lee como [ŋ]. Es también usado para escribir el nombre de la lengua bengalí (বাংলা, [baŋla])
En cingalés
En el alfabeto cingalés la anusvāra no es un signo diacrítico en su lugar es un grafema independiente llamado binduva, que significa "punto". Tal grafema representa al sonido /ŋ/ al fin de una palabra. También es utilizado para escribir el nombre del idioma singalés o ceilandés (සිංහල, [ˈsiŋɦələ]).

## Unicode
| Alfabeto            | Signo | Ejemplo | Unicode       |
| ------------------- | ----- | ------- | ------------- |
| Bengalí             | ং      | কং       | U+0982 (2434) |
| Devanagari          | ं      | कं       | U+0902 (2306) |
| Guyaratí            | ં      | કં       | U+0A82 (2690) |
| Gurmukhi            | ਂ      | ਕਂ       | U+0A02 (2562) |
| Canarés             | ಂ      | ಕಂ       | U+0C82 (3202) |
| Malayalam           | ം      | കം       | U+0D02 (3330) |
| Oriya               | ଂ      | କଂ       | U+0B02 (2818) |
| Singalés, ceilandés | ං      | කං       | U+0D82 (3458) |
| Telugu              | ం      | కం       | U+0C15 (3093) |

| Alfabeto       | Signo | Ejemplo | Unicode |
| -------------- | ----- | ------- | ------- |
| Balinés        | ᬂ      | ᬓᬂ       | U+1B02  |
| Birmano        | ံ      | ကံ       | U+1036  |
| Javanés        | ꦁ      | ꦏꦁ       | U+A981  |
| Khmer, o jemer | ំ      | កំ       | U+17C6  |
| Lao            | ໍ      | ກໍ       | U+0ECD  |
| Sundanés       | ᮀ      | ᮊᮀ       | U+1B80  |
| Thai           | ํ      | กํ       | U+0E4D  |